# 도큐 세타가야선
도쿄 급행 전철 세타가야 선(東急世田谷線)은 도쿄도 세타가야구의 산겐자야 역과 시모다카이도 역을 잇는 도쿄 급행 전철의 궤도선이다.

## 노선 정보
- 노선 거리(영업 킬로)：5.0km
- 궤간：1372mm
- 복선 구간：전선
- 전철화 구간：전선(직류 600V)
- 폐색 방식：궤도법에 의하기 위해 폐색 장치 없음(궤도 신호기에 의한 간이 폐색 장치)
- 보안 장치：궤도 신호에 연동한 차내 경보 장치
- 최고속도：40km/h

## 개요
도쿄도내에서는 노면 전차 형식의 궤도선은 이 노선과 아라카와 선만 남아 있다. 이 노선의 병용 궤도는 도쿄 도 도로 7호선과의 교차부의 「와카바야시 건널목」만으로, 거의 전선이 전용 궤도이다. 차량은 노면 전차 타입의 전철을 사용하고 있다.
도로 7호선과 평면 교차하는 니시다이시도 역 - 와카바야시 역 사이의 와카바야시 건널목에서는 신호가 도로와 동기 하고 있다. 전철이 오면 도로 7호선의 교통을 멈추는 것이 아니라, 신호(교통신호)가 바뀔 때까지 열차를 기다리게 하는 사양이 되어 있다. 이른바 「교통 정리」를 하고 있으므로, 이 건널목에서는 도로 교통 측에 일단 정지의 의무는 없다. 원래는 차단기가 있는 전철 우선의 보통 건널목이었다. 교차점의 명칭이 「와카바야시 건널목」인 것은 그 자취이다.
매년 12월과 1월의 15일과 16일에 연선의 우에마치 역이나 세타가야 역 부근에서 개최되는 축제의 개최시는 통상보다 열차의 개수를 늘려 대응하고 있다.

## 운임

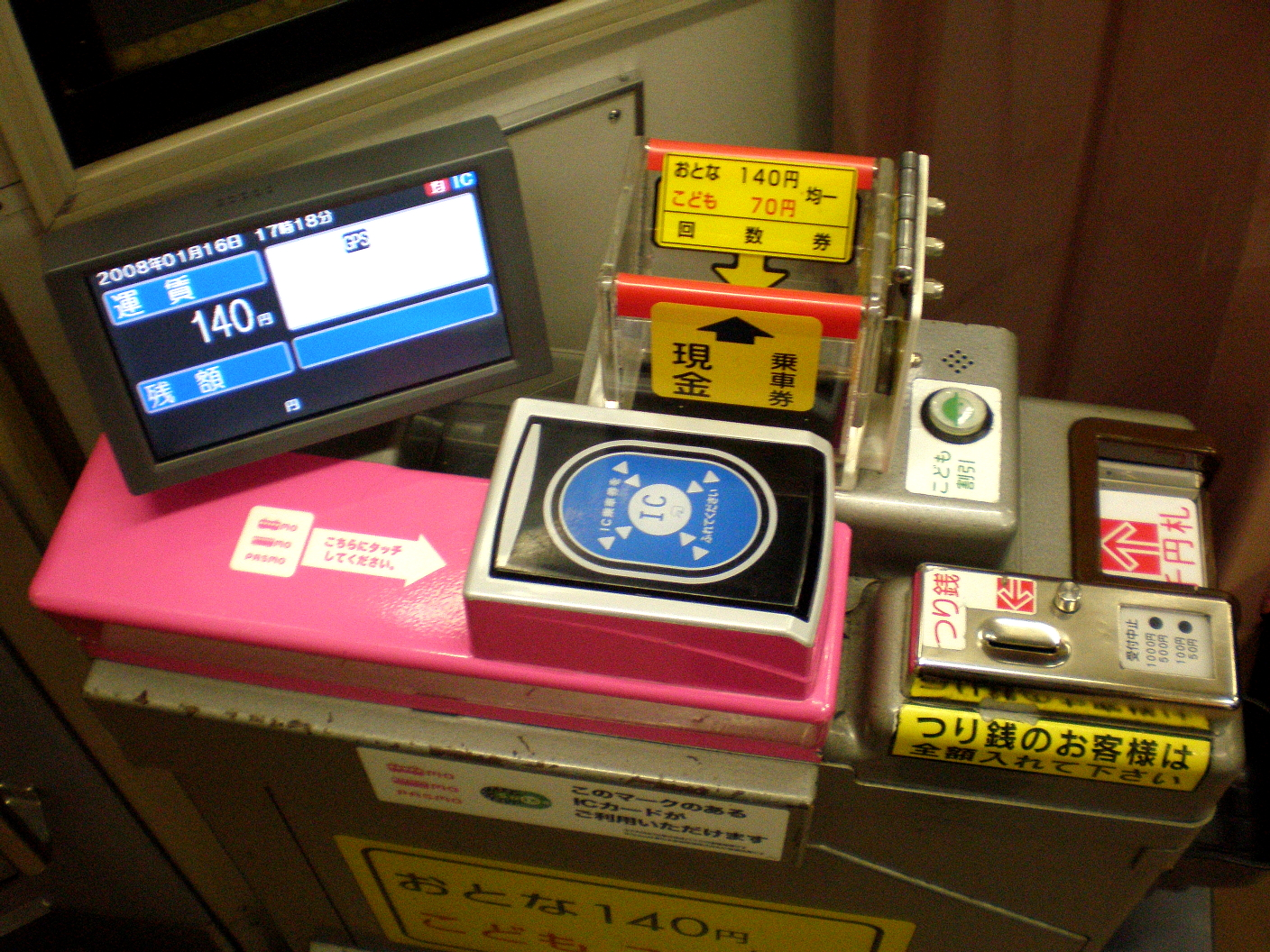
세타가야 선 차내에 있는 운임 상자. PASMO·Suica로 운임을 지불하는 경우는 사진의 푸른 부분에, 세타가야 선 전용 IC카드의 경우는 별도로 설치되어 있는 checker에 터치한다.

운임은 전구간 균일제로,2007년 현재 어른 140엔·아이 70엔. 도큐의 철도 각선과는 별건의 선내 완결의 운임 제도이며, 도큐의 다른 노선과의 운임 통산·승계할인 제도나, 야마시타역에서 접속하는 오다큐 선이나 시모다카이도 역에서 접속하는 게이오 선과의 승계할인은 없다.
하루 승차권을 발매하고 있다. 당일권만의 발매로, 어른 320엔·아이 160엔. 시모다카이도 역·우에마치 역·산겐자야 역의 역 창구에서 발매되고 있어 상기의 역 이외로부터 승차하는 경우는 승차시에 운전 기사·차장에게 신청해 1승차 분의 운임을 현금으로 지불해 정산권을 받아, 상기의 역에서 잔액을 정산해 구입할 수 있다.
패스 넷이나 버스 공통 카드는 사용할 수 없지만, 2002년 7월 7일부터 세타가야 선 전용 IC카드를 도입하였다. 이 교통 카드는 이용할 때마다 운임에 대응하는 포인트가 부가된다. 이용하는 시간대·일시에 의해서 포인트의 점수를 변동하는 것으로써, 오후 피크 회수권이나 휴일 회수권과 같은 기능을 1매의 IC카드로 실시한다고 하는 편리성이 있다.
카드 도입 후도 종이 회수권을 발매하고 있다. 세타가야 선 이외의 도큐의 회수권과 마찬가지로 11매 묶음으로 이용 시간의 제한이 없는 「보통 회수권」·12매 묶음으로 평일 10시 - 16시와 토/일요일,축일 및 12월 30일 - 1월 3일 종일 이용할 수 있는 「시차 회수권」·14매 묶음으로 토/일요일,축일 및 12월 30일 - 1월 3일 종일 이용할 수 있는 「휴일 회수권」으로,3종류 발매하고 있어 발매액은 모두1,400엔. 보통 회수권만 어린이용도 있어,700엔으로 발매되고 있다.
2007년 3월 18일부터 IC 교통 카드 PASMO 및 Suica에 대응하지만, 차내에서의 충전을 할 수 없는등의 제약이 있다.

## 승차 방법
시모다카이도 역·우에마치 역(산겐자야 방면만)·산겐자야 역 이외의 역으로부터 승차하는 경우는 맨 앞 또는 최후부의 도어에서 승차해, 중앙부 2개의 도어에서 하차 한다.
운임은 선불. 시모다카이도 역·우에마치 역(산겐자야 방면만)·산겐지야야 역으로부터 승차하는 경우는 역에 있는 운임 상자에 운임을 지불한다. 그 외의 다른 역(무인역)에서는 차내에 있는 운임 상자로 운임을 지불한다. 승강장에 관계자가 있을 때는 거기서 운임을 지불한다.
노선버스와 같은 형식의 운임 상자를 사용하고 있다. PASMO·Suica 등의 교통 가드로 지불하는 경우는 각각 판독부에 카드를 터치한다.

## 역사
현재의 세타가야 선의 구간은 1925년 1월 18일에 산겐자야 역 - 세타가야 역간이 다마가와 전기 철도의 지선으로서 개통한 것으로 시작된다. 5월 1일에는 나머지 구간인 세타가야 역 - 시모다카이도 역간이 개통했다. 1938년 3월 10일,다마가와 전기 철도는 도쿄 요코하마 전철(현·도쿄 급행 전철)에 합병되어 다마가와 선이 된다.
1969년 5월 11일에 다마가와 선의 시부야역 - 후타고다마가와 역 사이가 폐지되어 남은 지선 부분이 세타가야 선으로 개칭되었다. 구간의 대부분이 전용 궤도이며, 또 병행 도로의 정비가 잘 되어 있지 않았던 것이 폐선을 면한 이유라고 한다. 오오하시(도쿄도 메구로구)의 차량 기지를 이용할 수 없게 되었기 때문에 우에마치 역 옆에 차량 기지를 만들었다.
1992년 11월 11일에 산겐자야 역 앞의 재개발에 수반해 산겐지야야 역이 원래의 역으로부터 약간 시모다카이도 가까이로 이동되었다. 그 때문에, 현재의 역과 니시다이시도 역의 사이는 지극히 가깝게 되어 있다.

## 역 목록
| 역 번호 | 역명                       | 일어 역명                 | 접속 노선                                    | 역간 거리 | 누적 거리 | 소재지   | 소재지         |
| ------- | -------------------------- | ------------------------- | -------------------------------------------- | --------- | --------- | -------- | -------------- |
| SG 01   | 산겐자야 (쇼와여자대학 앞) | 三軒茶屋 (昭和女子大学前) | 덴엔토시 선 (DT 03)                          |           | 0.0       | 도 쿄 도 | 세 타 가 야 구 |
| SG 02   | 니시타이시도               | 西太子堂                  |                                              | 0.3       | 0.3       | 도 쿄 도 | 세 타 가 야 구 |
| SG 03   | 와카바야시                 | 若林                      | 0.6                                          | 0.9       |           | 도 쿄 도 | 세 타 가 야 구 |
| SG 04   | 쇼인진자마에               | 松陰神社前                | 0.5                                          | 1.4       |           | 도 쿄 도 | 세 타 가 야 구 |
| SG 05   | 세타가야                   | 世田谷                    | 0.5                                          | 1.9       |           | 도 쿄 도 | 세 타 가 야 구 |
| SG 06   | 가미마치                   | 上町                      | 0.3                                          | 2.2       |           | 도 쿄 도 | 세 타 가 야 구 |
| SG 07   | 미야노사카                 | 宮の坂                    | 0.5                                          | 2.7       |           | 도 쿄 도 | 세 타 가 야 구 |
| SG 08   | 야마시타                   | 山下                      | 오다큐 전철 오다와라 선 (고토쿠지 역, OH 10) | 0.7       | 3.4       | 도 쿄 도 | 세 타 가 야 구 |
| SG 09   | 마쓰바라                   | 松原                      |                                              | 0.8       | 4.2       | 도 쿄 도 | 세 타 가 야 구 |
| SG 10   | 시모타카이도               | 下高井戸                  | 게이오 전철 게이오 선 (KO 07)                | 0.8       | 5.0       | 도 쿄 도 | 세 타 가 야 구 |

## 차량
현재 전열차가 300계의 2량 편성으로 운행되고 있다.
이전에는 나무의 마루 등 옛날부터의 노면 전차의 구조를 한 차량으로 운행되고 있었지만, 상술한 대로 2001년에 모두 300계로 바뀌었다. 그 때, 차체를 지탱하는 부분등의 구차량의 일부 부품을 300계에 유용하고 있다. 또,에노시마 전철에 양도되었던 구차량이 미야노사카 역 앞에 정태 보존되고 있다.
300계가 도입되기 전의 운임 상자는 현금이 그대로 들어갈 수 있을 만한 소형의 것으로, 거스름돈이 필요한 경우는 양단의 승차구에 있는 운전 기사나 차장에 현금을 건네주고, 거스름돈을 받는 것이었다. 300계 도입시에 노선버스와 같은 타입의 것으로 변경되었다.